# Giuseppe Ottavio Pitoni
Pour les articles homonymes, voir Pittoni.
Œuvres principales
Notitia de' contrappuntisti e Compositori di musica dagli anni dell'era cristiana 1000 fino al 1700

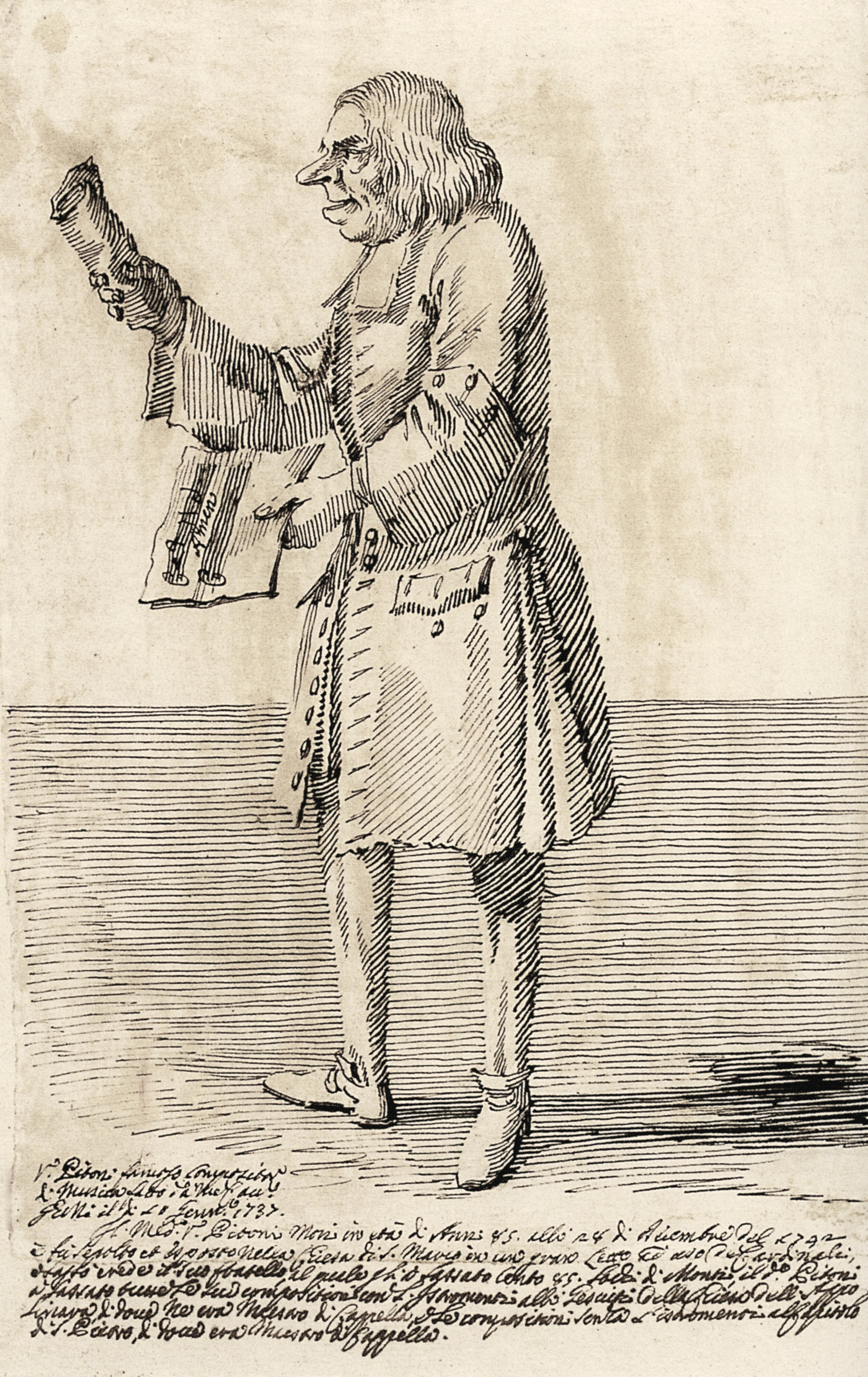
Giuseppe Ottavio Pitoni, caricature de Pier Leone Ghezzi, 1737

Giuseppe Ottavio Pitoni (Rieti, 18 mars 1657 – Rome, 1er février 1743) est un compositeur italien.

## Biographie
Giuseppe Ottavio Pitoni est né à Rieti, mais il a été emmené par ses parents à Rome à l'âge de onze mois. À 5 ans, il commence ses études musicales avec le compositeur, organiste et prêtre Pompeo Natale (ou Natali). À l'âge de 8 ans, il était un petit chanteur dans le chœur de l'église San Giovanni Battista dei Fiorentini et plus tard à la basilique des Saints-Apôtres. Il a étudié le contrepoint avec Francesco Foggia. Encore très jeune, il devient maître de chapelle à Monterotondo, puis, en 1673, à Assise. En 1676, il retourne dans sa ville natale, mais l'année suivante, il est de retour à Rome, occupant de nombreux postes importants (de 1696 à 1731 il fut, par exemple, responsable des spectacles musicaux organisés par le cardinal Pietro Ottoboni, et a été plusieurs fois Gardien de la Congregazione dei musici di Roma). Il a été nommé enfin maître de chapelle de la basilique Saint-Marc de Rome, poste qu'il a occupé jusqu'à sa mort.
Pitoni s'est principalement consacré à la musique sacrée, et a cultivé le style moderne avec accompagnement instrumental. Mais il est surtout connu aujourd'hui pour ses messes, entre autres œuvres, écrites dans le style de Palestrina, musicien romain lié au Concile de Trente.
La renommée de Pitoni est liée non seulement à ses compositions, mais aussi à son œuvre historiographique Notitia de' contrappuntisti e compositori di musica, dagli anni dell'era cristiana 1000 fino al 1700, qui montre sa grande connaissance de la musique savante de tradition chrétienne en Europe occidentale.

## Œuvres
Pitoni a été un compositeur prolifique ; il a laissé derrière lui plus de 3 500 compositions sacrées, souvent dans le style de Palestrina. De nombreux manuscrits de Pitoni se trouvent dans la Collection Santini de la Bibliothèque diocésaine de Münster (de). De ses œuvres instrumentales, seules quelques-unes ont survécu.

### Compositions
- 278 messes
- 221 introïts (entrées pour les messes)
- 231 graduels
- 211 offertoires
- 637 antiennes
- 255 hymnes
- 789 psaumes
- 236 motets
- 24 lamenti
- 24 répons
- 37 litanies
- 2 oratorios : 
  - San Rinieri, oratorio à 5 voix (Florence, 1693)
  - De Vienna liberata ab immanissimo turcarum tyranno Ss. Mariae nominis praesidio (Rome, 1725, livret de Giovanni Francesco Rubini)

### Écrits théoriques sur la musique
- Guida armonica (Rome, vers 1690, l'ouvrage est conservé sous forme de manuscrit; le tome I a été imprimé). Une édition en fac-similé, d'après un exemplaire en possession du Padre Martini, a été réalisée en 1990,  (ISBN 88-7096-008-0),
- Opera de' monumenti (studi di contrappunto), en 30 volumes,
- Regole di contrappunto (Règles du contrepoint),
- Notizia de' Contrappuntisti e Compositori di musica dagli anni dell'era cristiana 1000 fino al 1700 (1725)[2],
- Aggiunte alle Regole di contrapunto di Giulio Belli (it).

## Source
- (it) Cet article est partiellement ou en totalité issu de l’article de Wikipédia en italien intitulé « Giuseppe Ottavio Pitoni » (voir la liste des auteurs).